# Моносексуальність
Моносексуальність — це романтичний або сексуальний потяг до представників однієї статі чи гендеру. Моносексуальна особа може ідентифікувати себе як гетеросексуальну чи гомосексуальну. В обговореннях сексуальної орієнтації цей термін в основному використовується на відміну від бісексуальності або пансексуальності та різних інших гендерно-інклюзивних або гендерно-нейтральних ідентичностей. Іноді люди вважають його зневажливим або образливим для людей, до яких воно застосовується, особливо геїв та лесбійок.